# Matthijs Vellenga
Matthijs Vellenga (* 29. Oktober 1977 in Grijpskerk, Provinz Groningen) ist ein ehemaliger niederländischer Ruderer.

## Karriere
Vellenga startete 2001 mit dem Vierer mit Steuermann beim Ruder-Weltcup in München und belegte den vierten und letzten Platz. 2002 trat er im Weltcup im Einer und im Doppelzweier an, erreichte aber nicht das A-Finale. Bei den Weltmeisterschaften 2002 belegte der niederländische Vierer ohne Steuermann mit Diederik Simon, Geert Cirkel, Matthijs Vellenga und Michiel Bartman den fünften Platz. 2003 ruderte Vellenga wieder im Doppelzweier, zusammen mit Gijs Vermeulen erreichte er bei den Weltmeisterschaften nur das D-Finale und belegte den 19. Platz. 2004 gehörten Vermeulen und Vellenga zum niederländischen Achter, der bei den Olympischen Spielen in Athen die Silbermedaille hinter dem US-Achter gewann. 
2005 belegten Geert Cirkel, Jan-Willem Gabriëls, Matthijs Vellenga und Gijs Vermeulen im Vierer ohne Steuermann sowohl beim Weltcup in Luzern als auch bei den Weltmeisterschaften in Gifu den zweiten Platz hinter dem britischen Vierer. In der gleichen Besetzung gewannen die Niederländer sowohl bei den Weltmeisterschaften 2006 als auch bei den Weltmeisterschaften 2007 die Bronzemedaille. Bei den Olympischen Spielen 2008 in Peking erreichten die drei Medaillengewinner der Weltmeisterschaften 2007, Neuseeland, Italien und die Niederlande, lediglich das B-Finale, Neuseeland gewann das Rennen vor den Niederländern, die damit den achten Platz in der Gesamtwertung belegten. 
Nach zwei Jahren Pause kehrte Vellenga 2011 mit dem Achter zurück in den Weltcup. Bei den Weltmeisterschaften belegte der Achter den sechsten Platz. Nach dem fünften Platz im Olympischen Achter-Finale beendete der 2,00 m große Vellenga seine Karriere.